# Angola nos Jogos Paralímpicos de Verão de 2012
Angola participou dos Jogos Paralímpicos de Verão de 2012, em Londres, na Grã-Bretanha. O país competiu representado por 4 paratletas, 2 homens e duas mulheres que competem no atletismo.

## Medalhistas
| Atleta              | Esporte   | Evento           | Medalha |
| ------------------- | --------- | ---------------- | ------- |
| José Sayovo Armando | Atletismo | 400 metros - T11 | Ouro    |
| José Sayovo Armando | Atletismo | 200 metros - T11 | Bronze  |

## Modalidades

### Atletismo
Masculino
| Atletas                   | Evento           | Preliminares | Preliminares | Semifinal   | Semifinal   | Final       | Final             |
| Atletas                   | Evento           | Marca        | Posição      | Marca       | Posição     | Marca       | Posição           |
| ------------------------- | ---------------- | ------------ | ------------ | ----------- | ----------- | ----------- | ----------------- |
| José Sayovo Armando       | 100 metros - T11 |              |              |             |             |             |                   |
| José Sayovo Armando       | 200 metros - T11 | 23:07        | 2 q          | 22:84       | 1 Q         | 23:10       | Medalha de bronze |
| José Sayovo Armando       | 400 metros - T11 |              |              | —           | —           |             |                   |
| Octávio Angelo dos Santos | 100 metros - T11 |              |              |             |             |             |                   |
| Octávio Angelo dos Santos | 200 metros - T11 | 24:31        | 3            | Não avançou | Não avançou | Não avançou | Não avançou       |
| Octávio Angelo dos Santos | 400 metros - T11 |              |              | —           | —           |             |                   |

Feminino
| Esperança Gicaso     | 100 metros - T11 |       |     | —           | —           |             |             |             |             |             |             |             |             |             |             |             |             |             |             |             |             |             |             |             |             |             |             |             |             |             |             |             |             |             |             |             |             |             |             |             |             |             |             |             |             |             |             |
| Esperança Gicaso     | 200 metros - T11 | 28:45 | 2   | Não avançou | Não avançou | Não avançou | Não avançou |             |             |             |             |             |             |             |             |             |             |             |             |             |             |             |             |             |             |             |             |             |             |             |             |             |             |             |             |             |             |             |             |             |             |             |             |             |             |             |             |
| Esperança Gicaso     | 400 metros - T11 |       |     |             |             |             |             |             |             |             |             |             |             |             |             |             |             |             |             |             |             |             |             |             |             |             |             |             |             |             |             |             |             |             |             |             |             |             |             |             |             |             |             |             |             |             |             |
| Maria Gomes da Silva | 100 metros - T11 |       |     | —           | —           |             |             |             |             |             |             |             |             |             |             |             |             |             |             |             |             |             |             |             |             |             |             |             |             |             |             |             |             |             |             |             |             |             |             |             |             |             |             |             |             |             |             |
| Maria Gomes da Silva | 200 metros - T11 | 27:60 | 2 q | 27:71       | 4           | Não avançou | Não avançou | Não avançou | Não avançou | Não avançou | Não avançou | Não avançou | Não avançou | Não avançou | Não avançou | Não avançou | Não avançou | Não avançou | Não avançou | Não avançou | Não avançou | Não avançou | Não avançou | Não avançou | Não avançou | Não avançou | Não avançou | Não avançou | Não avançou | Não avançou | Não avançou | Não avançou | Não avançou | Não avançou | Não avançou | Não avançou | Não avançou | Não avançou | Não avançou | Não avançou | Não avançou | Não avançou | Não avançou | Não avançou | Não avançou | Não avançou | Não avançou |
| Maria Gomes da Silva | 400 metros - T11 |       |     |             |             |             |             |             |             |             |             |             |             |             |             |             |             |             |             |             |             |             |             |             |             |             |             |             |             |             |             |             |             |             |             |             |             |             |             |             |             |             |             |             |             |             |             |